# Chartreuse de Gaming
La chartreuse de Gaming (Kartause Gaming), ou chartreuse du Trône-de-Marie (en latin : Thronus Sancte Marie, en allemand : Marienthron), est une ancienne chartreuse située à Gaming au sud-ouest des reliefs montagneux de la Basse-Autriche, dans le district de Scheibbs. Elle a été fondée par le duc Albert le Sage en 1330 et était une des plus grandes chartreuses d'Europe centrale.

## Histoire

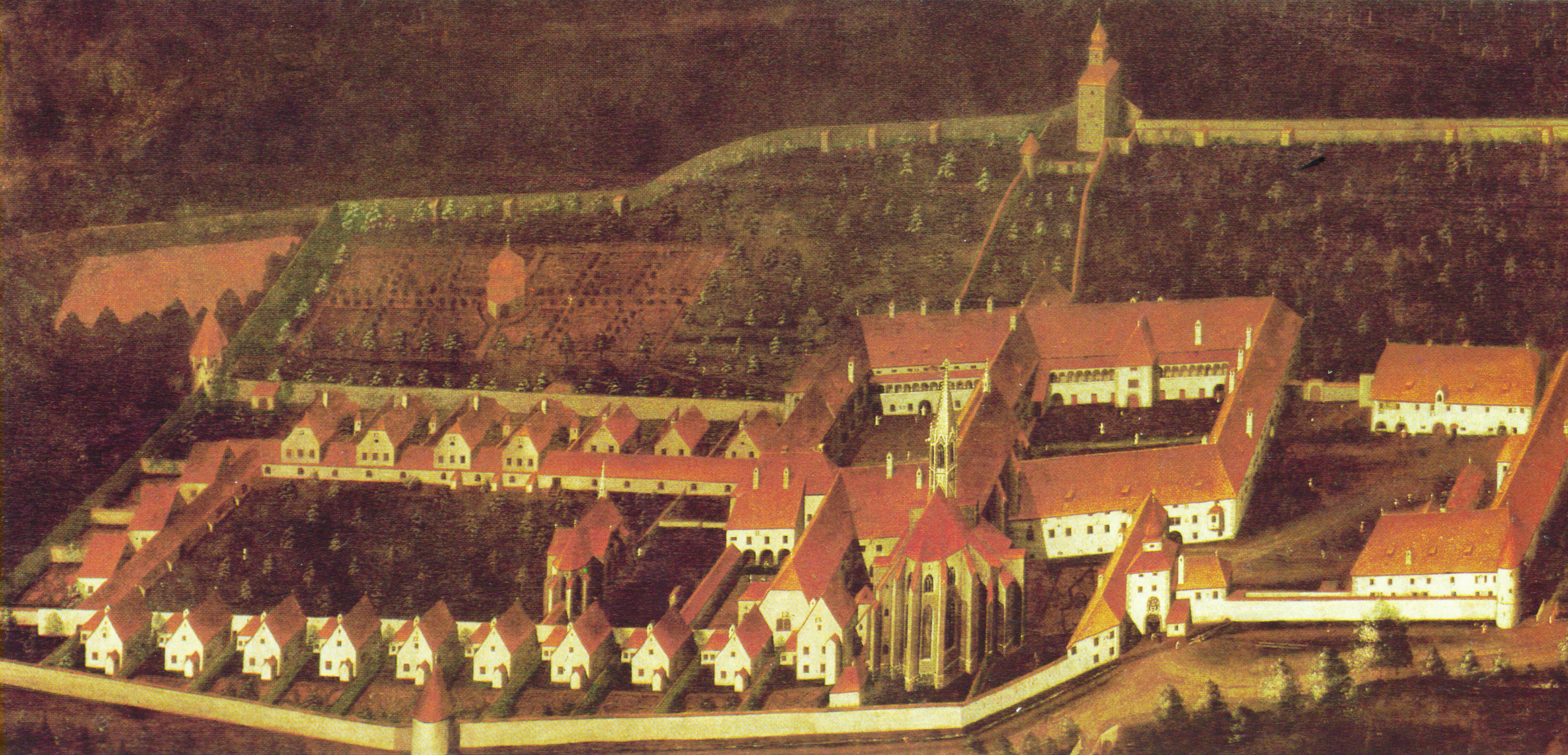
La chartreuse originelle

Le duc Albert II fonde la chartreuse en 1330 pour en faire une nécropole familiale. Il y est enterré en 1358 avec son épouse Jeanne de Ferrette (1351) et sa belle-fille Élisabeth de Bohême, morte en 1373 à l'âge de quinze ans.
Les premiers moines viennent de la chartreuse de Mauerbach et construisent 24 cellules au lieu des 12 habituelles, constituant ainsi une chartreuse double. Elle bénéficie de donations généreuses de la part de son fondateur, de la noblesse locale et de la ville de Scheibb. Conrad de Hainburg est prieur de Gaming de 1350 à 1354, puis de 1354 à 1358. Elle fonde la chartreuse de Königsfeld en 1375. 
Elle est agrandie au début du XVIIe siècle, avec une nouvelle bibliothèque et au début du XVIIIe siècle un décor baroque et des peintures viennent ajouter à la splendeur du cadre.
Joseph II, inspiré des idées du despotisme éclairé dissout la communauté en janvier 1782 et nationalise ses biens qui passent à la couronne. Les dépouilles du duc Albert et de sa famille sont installées dans l'église paroissiale.
La chartreuse et ses grands domaines forestiers sont vendus en 1825 à un propriétaire privé, le comte Albert Festetics de Tolna, pour 100 000 florins et rachetée en 1875 par le baron Albert de Rothschild pour en faire un relais de chasse. La chartreuse est rachetée en 1915 par le Père Abbé de l'abbaye bénédictine de Melk.
La chartreuse (sans ses domaines) est vendue en 1983, faute de vocations, à l'architecte autrichien Walter Hildebrand qui la restaure. Une partie est réservée à un hôtel et une autre à des locaux abritant des séminaires et des conférences catholiques, comme les cycles de conférences de l'Université franciscaine de Steubenville (Ohio) ou de l'Institut international pontifical de la famille. Un petit musée retraçant l'histoire des Chartreux de Gaming a ouvert récemment, ainsi qu'une chapelle réservée au culte grec-catholique.

## Galerie

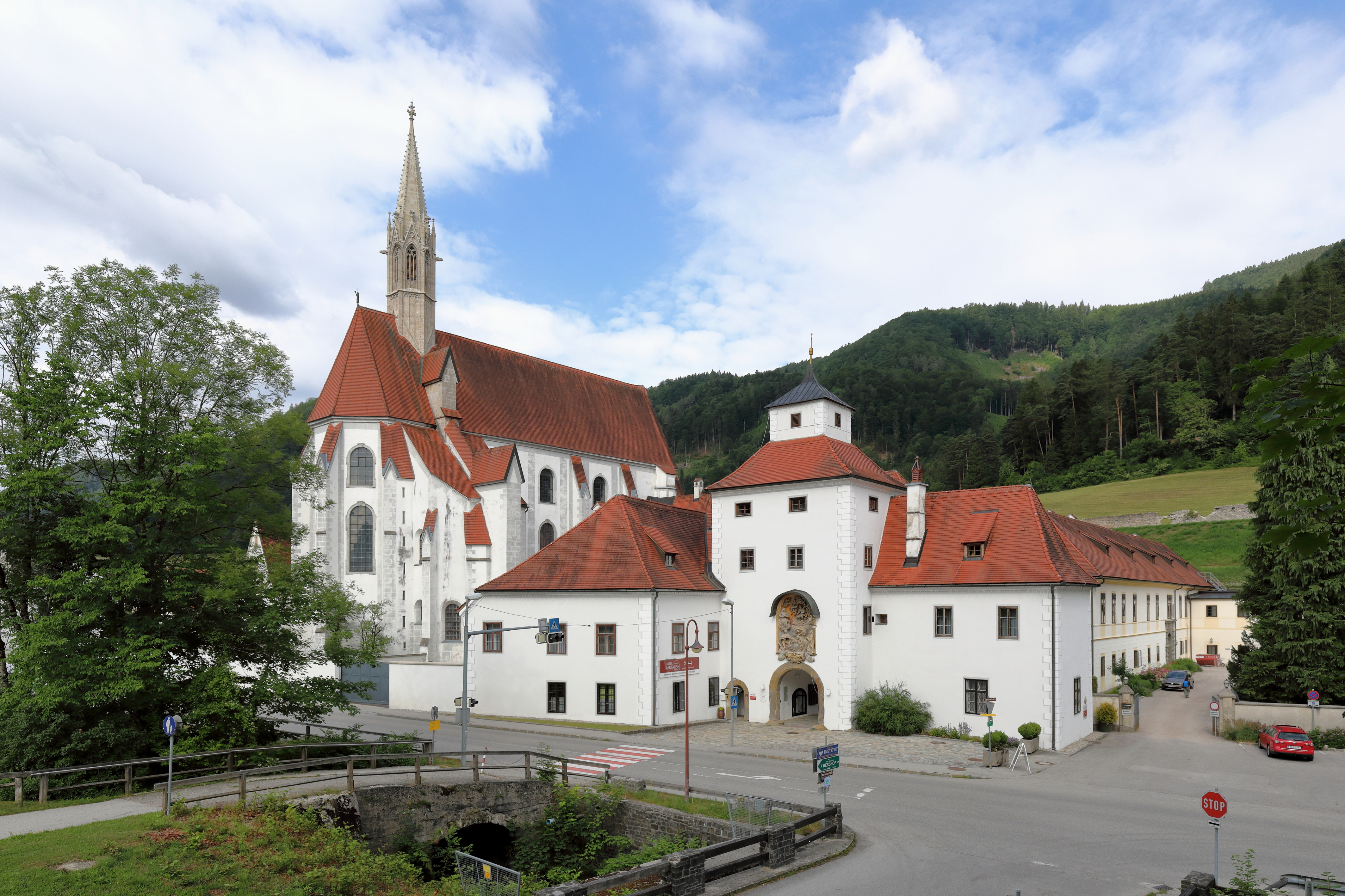
Tour porte et de l'église
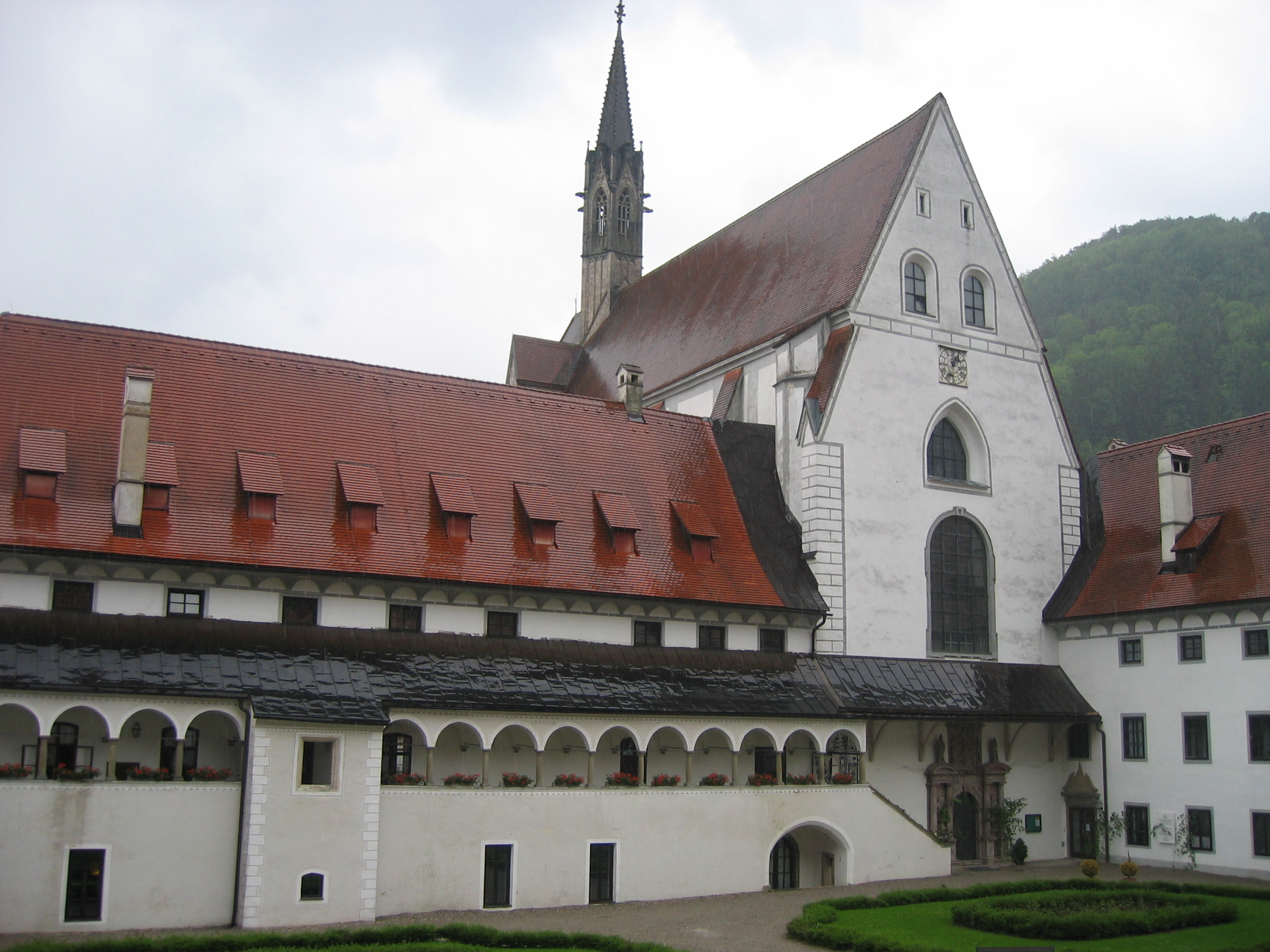
L'église des Chartreux
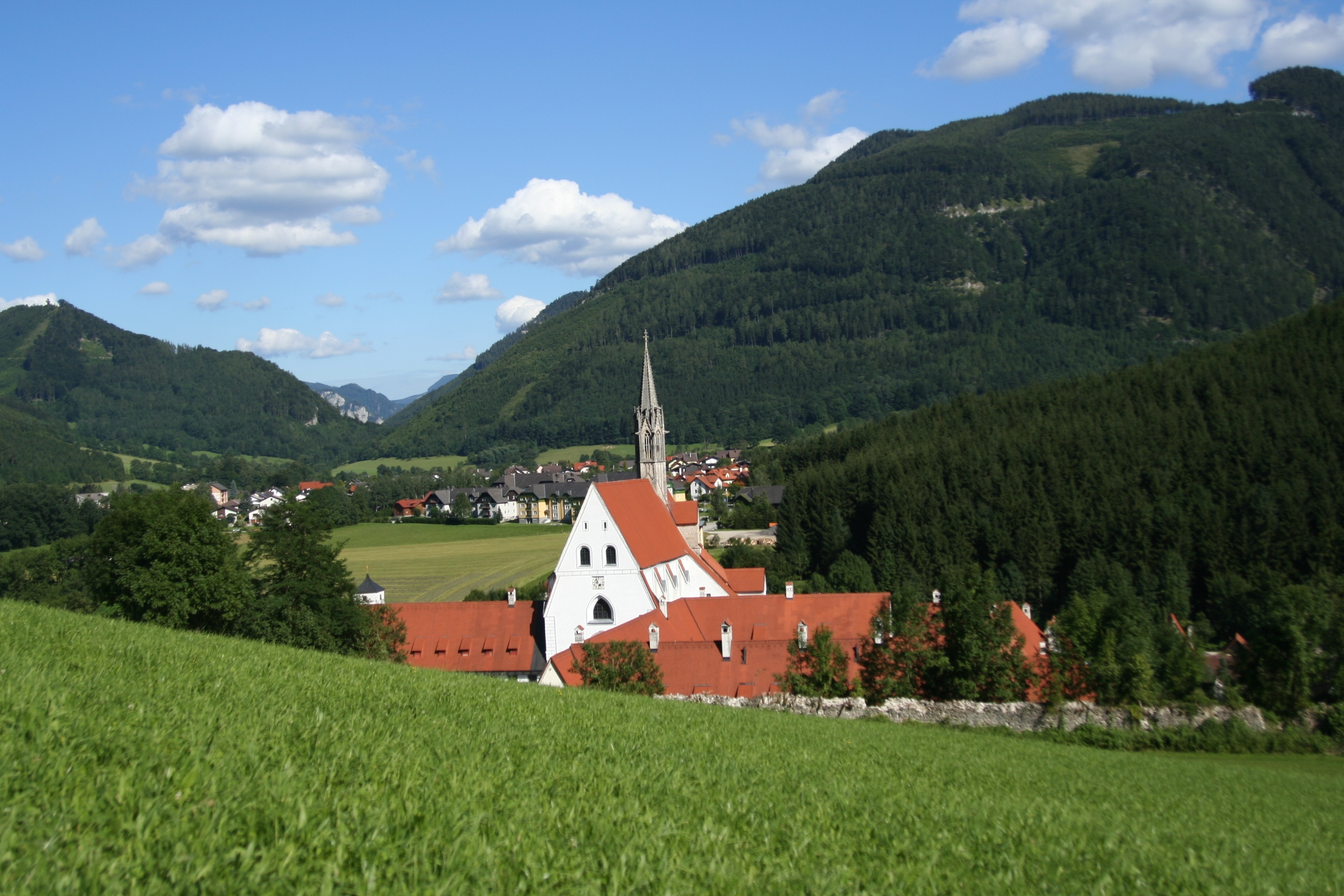
L'église et le village
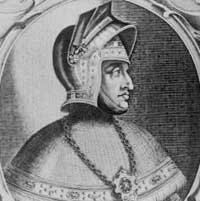
Le duc Albert le Sage
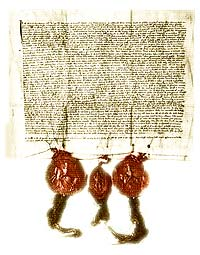
La charte fondatrice
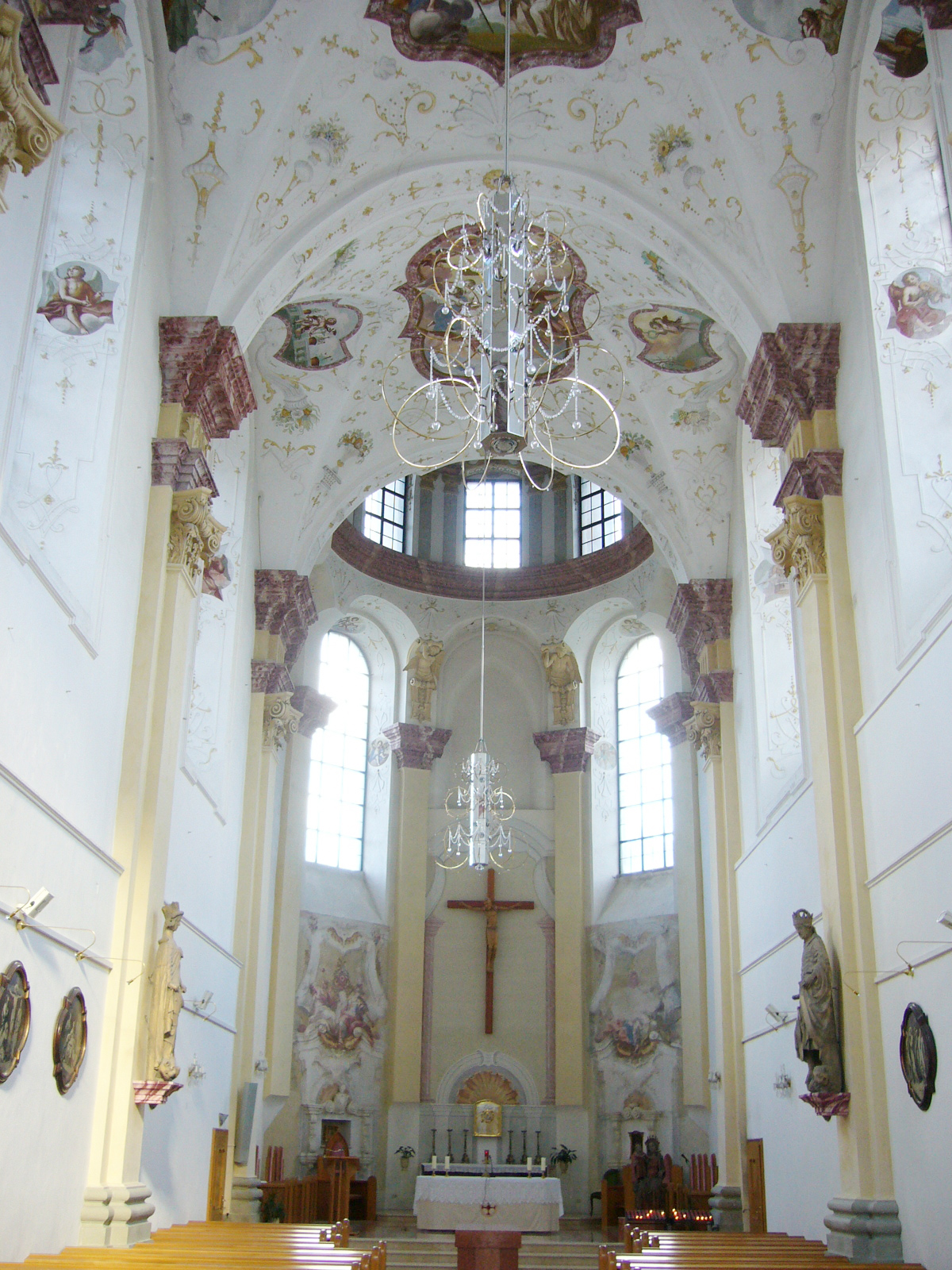
L'intérieur de l'église